# Jisra'el Barzilaj
Jisra'el Barzilaj (hebrejsky: ישראל ברזילי, rodným jménem: Jisra'el Izenberg; 1. října 1913 – 12. června 1970) byl izraelský politik a poslanec Knesetu za stranu Mapam. V průběhu 50., 60. a na počátku 70. let zastával několik ministerských funkcí v izraelské vládě, jmenovitě ministra zdravotnictví, ministra pro poštovní služby a ministra bez portfeje.

## Biografie
Narodil se na území dnešního Polska a v jedenácti letech vstoupil do socialisticko-sionistického hnutí ha-Šomer ha-ca'ir. Absolvoval základní židovské náboženské vzdělání a židovské gymnázium. Následně v roce 1932 odjel do Paříže, kde absolvoval konzervatoř a o dva roky později podnikl aliju do britské mandátní Palestiny. Tam v roce 1938 vstoupil do hnutí he-Chaluc a byl zvolen předsedou oddělení nezávislých osad kibucového hnutí Kibuc Arci. V roce 1939 se stal jedním ze zakladatelů kibucu Negba.
V roce 1947 se stal tajemníkem Světové unie Mapamu. V letech 1948 až 1951 působil jako izraelský konzul v Polsku. Po návratu do Izraele zastával v letech 1953 až 1955 funkci politického tajemníka své strany.
Poslancem izraelského parlamentu byl poprvé zvolen ve volbách v roce 1955, do kterých kandidoval za stranu Mapam, a byl jmenován ministrem zdravotnictví ve vládě Davida Ben Guriona. V listopadu 1958 byl, po odchodu Národní náboženské strany z vlády, navíc jmenován ministrem poštovních služeb. Po následujících parlamentních volbách v roce 1959 setrval pouze na postu ministra zdravotnictví.
Ačkoliv svůj poslanecký mandát v následujících volbách v roce 1961 obhájil, Mapam již nebyla součástí koaliční vlády a Barzilaj tak přišel o ministerský post. Během tohoto funkčního období však působil jako místopředseda Knesetu. Ve volbách v roce 1965 přišel o poslanecký mandát, byl však jmenován opět do funkce ministra zdravotnictví ve vládě Leviho Eškola. Po volbách v roce 1969, v nichž opět nedokázal získat poslanecký mandát, byl jmenován ministrem bez portfeje a tuto funkci zastával až do své smrti v červnu 1970. Po jeho smrti byla nemocnice v Aškelonu, jejíž základní kámen v roce 1961 pokládal, na jeho počest přejmenována na Barzilajovo lékařské centrum.